# Denver Nuggets 1976-1977
La stagione 1976-77 dei Denver Nuggets fu la 1ª nella NBA per la franchigia.
I Denver Nuggets vinsero la Midwest Division della Western Conference con un record di 50-32. Nei play-off persero la semifinale di conference con i Portland Trail Blazers (4-2).

## Roster
| N°    | Naz.                   | Ruolo | Sportivo       | Anno | Alt. | Peso |
| ----- | ---------------------- | ----- | -------------- | ---- | ---- | ---- |
| 10    | Stati Uniti (bandiera) | C     | Marvin Webster | 1952 | 216  | 102  |
| 11-15 | Stati Uniti (bandiera) | G     | Jim Price      | 1949 | 191  | 88   |
| 11    | Stati Uniti (bandiera) | G     | Chuck Williams | 1946 | 188  | 79   |
| 12    | Stati Uniti (bandiera) | G     | Ted McClain    | 1946 | 185  | 82   |
| 13    | Stati Uniti (bandiera) | G     | Monte Towe     | 1953 | 170  | 68   |
| 20    | Stati Uniti (bandiera) | G     | Mack Calvin    | 1947 | 183  | 75   |
| 21    | Stati Uniti (bandiera) | G     | Fatty Taylor   | 1946 | 183  | 79   |
| 22    | Stati Uniti (bandiera) | GA    | Gus Gerard     | 1953 | 203  | 91   |
| 24    | Stati Uniti (bandiera) | A     | Bobby Jones    | 1951 | 206  | 95   |
| 25-44 | Stati Uniti (bandiera) | AC    | Dan Issel      | 1948 | 206  | 107  |
| 33    | Stati Uniti (bandiera) | GA    | David Thompson | 1954 | 193  | 88   |
| 35    | Stati Uniti (bandiera) | AC    | Paul Silas     | 1943 | 201  | 100  |
| 40    | Stati Uniti (bandiera) | AC    | Byron Beck     | 1945 | 206  | 102  |
| 42    | Stati Uniti (bandiera) | A     | Willie Wise    | 1947 | 196  | 95   |

## Staff tecnico
- Allenatore: Larry Brown
- Vice-allenatore: Frank Hamblen